# Iso Baumer
Iso Baumer (* 4. April 1929 in St. Gallen; † 18. November 2021 in Riaz) war ein Schweizer Volkskundler und war von 1988 bis 1999 Lehrbeauftragter für Ostkirchenkunde an der Universität Freiburg i. Ue.

## Leben
Iso Josef Bernhard Baumer wuchs im Quartier St. Gallen-Heiligkreuz auf. Dort hatte der Bildhauer und Jugendführer Albert Oesch (1907–1936) die katholische Knabenjugendorganisation Tarzisiusbund (benannt nach Tarzisius) gegründet, deren Mitglied Baumer ab 1937 wurde. Er besuchte die Sekundarschule Flade in St. Gallen und trat anschliessend in die Kantonsschule am Burggraben in St. Gallen ein. Von 1944 bis 1948 verfasste Baumer als Jugendlicher eine umfassende Biographie von Oesch, welche jedoch nur einem beschränkten Kreis zugänglich wurde. Nach Abschluss der Matura studierte er Sprach- und Literaturwissenschaft an den Hochschulen in Bern, Freiburg i. Ue., Paris (Sorbonne) sowie in Rom und wurde 1956 zum Dr. phil. promoviert. Er heiratete 1959 Verena Müller, eine Tochter des Rechtshistorikers Emil Franz Josef Müller-Büchi.
Baumer war Gymnasiallehrer in Bern und Lehrbeauftragter für Ostkirchenkunde einerseits an der Universität Freiburg (1988–1999) als Nachfolger des Dogmatik-Professors und späteren Kardinals Christoph Schönborn sowie andererseits an der theologischen Schule der Abtei Einsiedeln (2002–2008). Von 1994 bis 2000 war er Generalsekretär der Catholica Unio Internationalis. Er war Mitglied im Institut für Ökumenische Studien (ISO) der Universität Freiburg i. Ue. und Ehrenmitglied im Zentrum für das Studium der Ostkirchen am ISO. Einen grossen Teil seiner Forschungsliteratur zu den Ostkirchen überliess er der Universität und stiftete auf diese Weise den Fonds Baumer in der Bibliothek der Universität Freiburg.
Baumer befasste sich früh mit Theologie und verfasste viele Publikationen zur westlichen und östlichen Kirchengeschichte (religiöse Volkskunde, Ostkirchenkunde). Er ist bekannt für sein Netzwerk, seine Kenntnis der christlichen Kirchen sowie seine ausgewogenen Analysen.

## Werke (Auswahl)
- Max von Sachsen. Prinz und Prophet, Priester und Professor. 3 Bände. Universitätsverlag Freiburg, Freiburg 1990–1996; ISBN 3-7278-0652-4, ISBN 3-7278-0828-4, ISBN 3-7278-1044-0
- Prinz Max von Sachsen und Armenien. Im Widerspruch zu gängigen Meinungen und Einstellungen in Kirche und Staat. Verlag Donat & Temmen, Bremen 1986; ISBN 3-924444-17-X
- Prinz Max von Sachsen. Einheit der Kirchen, Lebensform, Frieden. Verlag Wittig, Hamburg 1985; ISBN 3-8048-4309-3
- Jakob Joseph Matthys. Priester – Sprachenkenner – Dialektologe (= Beiträge zur Geschichte Nidwaldens. Band 42). Verlag Historischer Verein Nidwalden, Stans 1985
- Rätoromanische Krankheitsnamen. Verlag Francke, Bern 1962
- Pèlerinages jurassiens. Le Vorbourg près de Delémont. 2 Bände. Editions Jurassiennes, Porrentruy 1976–1984
- Wallfahrt heute. Verlag Kanisius, Freiburg 1978; ISBN 3-85764-057-X
- Wallfahrt als Handlungsspiel. Ein Beitrag zum Verständnis religiösen Handelns (= Europäische Hochschulschriften. Reihe 14, Band 12). Verlag Lang, Bern / Frankfurt a. M. 1977; ISBN 3-261-02129-2
- Die Bilderwelt des Volkes. Brauchtum und Glaube. Verlag Huber, Frauenfeld 1980; ISBN 3-7193-0662-3
- Tradition im Wandel. Beiträge zur italienischen Volkskunde. Verlag Krebs, Basel 1967
- Albert Büchi 1864–1930. Gründung und Anfänge der Universität Freiburg i. Ü. Universitätsverlag Freiburg, Freiburg 1987; ISBN 3-7278-0533-1
- Niklaus von Flüe. Der Wüstenvater am Bergbach. Verlag Kanisius, Freiburg; 2. Auflage 1998; ISBN 978-3-85764-485-6[11]
- Die Ostkirche im Werk Edzard Schapers. In: Annäherungen: Edzard Schaper wiederentdeckt? Schwabe, Basel 2000; ISBN 3-7965-1559-2, S. 35–53
- Christentum – Islam. Eine 1400-jährige Auseinandersetzung. In: Kirchenblatt. Nr. 9, 2008. Solothurn 2008[12]
- Glaubenszeugnisse algerischer Christen. Ein Beitrag zur interreligiösenVerständigung. Verlag Kanisius, Freiburg, 2001; ISBN 3-85764-540-7
- Die Mönche von Tibhirine. Die algerischen Glaubenszeugen – Hintergründe und Hoffnungen. Verlag Neue Stadt, München 2010; ISBN 978-3-87996-911-1
- Von der Unio zur Communio. 75 Jahre Catholica Unio Internationalis. Universitätsverlag Freiburg, Freiburg 2002; ISBN 3-7278-1368-7[13]
- Begegnungen: Gesammelte Aufsätze 1949–1999. Universitätsverlag Freiburg, Freiburg 1999; ISBN 3-7278-1206-0
- Nerses von Lambron. Die Ungeduld der Liebe. Paulinus Verlag, Trier 2013; ISBN 978-3-7902-1460-4
- Frieden schenken. Prinz Max von Sachsen. Academic Press, Freiburg 2015; ISBN 978-3-7278-1769-4